# Стевнс-Клінт
Стевнс-Клінт (дан. Stevns Klint) — білі крейдяні кручі, розташовані приблизно за 6 км на південний схід від міста Сторе-Геддінге на півострові Стевнс данського острова Зеландія. Протяжністю 17 км уздовж узбережжя, кручі мають геологічне значення, як одна найкращих відкритих меж між крейдовим періодом та палеогеном. Кручі піднімаються на висоту до 40 м і сильно піддаються ерозії.

## Геологія
Кручі демонструють шари верхньої частини Маастрихтського ярусу (від 72 до 66 мільйонів років тому) та нижньої частини Данського ярусу (від 66 до 62 млн років тому). Чорний шар риб'ячої глинистої породи, кілька сантиметрів завтовшки, що містить іридій, явно позначає кордон між Крейдою та Палеогеном. Шари породи можна також побачити глибоко в тунелях фортеці Стевнс (дан. Stevnsfortet) часів Холодної війни, побудованої в 1953 році. Крейда з решток мохуватки в кручі має високу ударостійкість від звичайних і ядерних озброєнь.

## Музей холодної війни
У 2008 році музей Холодної війни «Фортеця Стевнс» був відкритий для публіки. У музеї демонструється велика виставка військової техніки, а також пропонується 1,5-годинна екскурсія великою підземною системою фортеці. Підземна система складається з 1,6 км тунелів, житлових приміщень і командних пунктів, включаючи лікарню і навіть каплицю, а також два склади боєприпасів для двох 15-см гармат. Тунелі, розташовані на глибині 18–20 м нижче поверхні, вириті в крейдяних шарах півострова Стевнс. Фортеця була побудована цілком таємно 1953 року і діяла до 2000 року.

## Церква Хоєруп

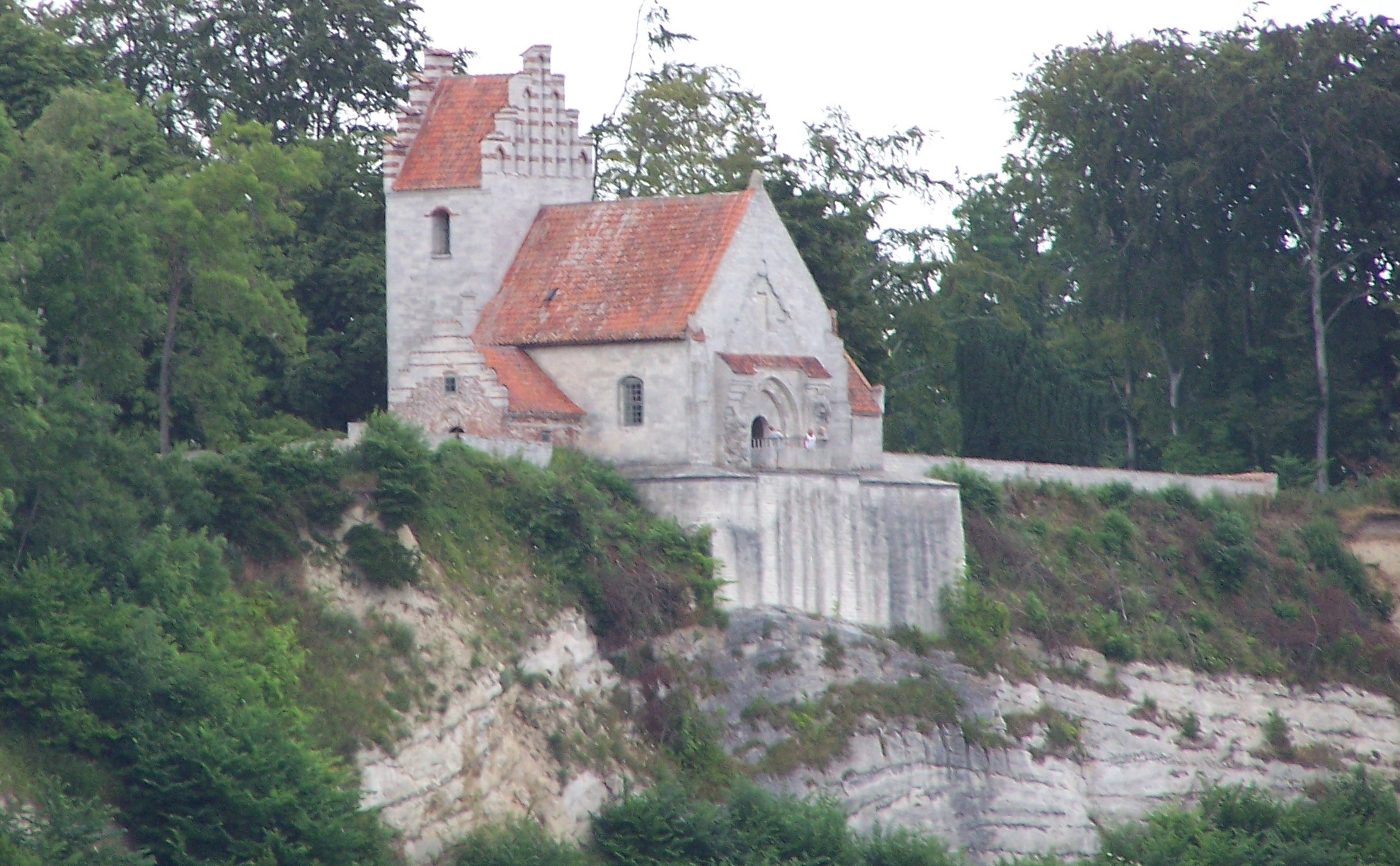
Стара церква Хоєруп

Стара церква Хоєруп  (Højerup Gamle Kirke) на вершині кручі відома з 1200 року. В результаті ерозії берегової лінії, в 1928 році вівтарна частина церкви впала вниз разом з частиною кручі. На кручу можна дістатися сходами з храму. Нова церква була завершена в 1913 році і розташований за 300 м від обриву.

## Список ЮНЕСКО
23 червня 2014 року було оголошено, що Стевнс-Клінт були додані ЮНЕСКО до списку Світової спадщини.

## Галерея

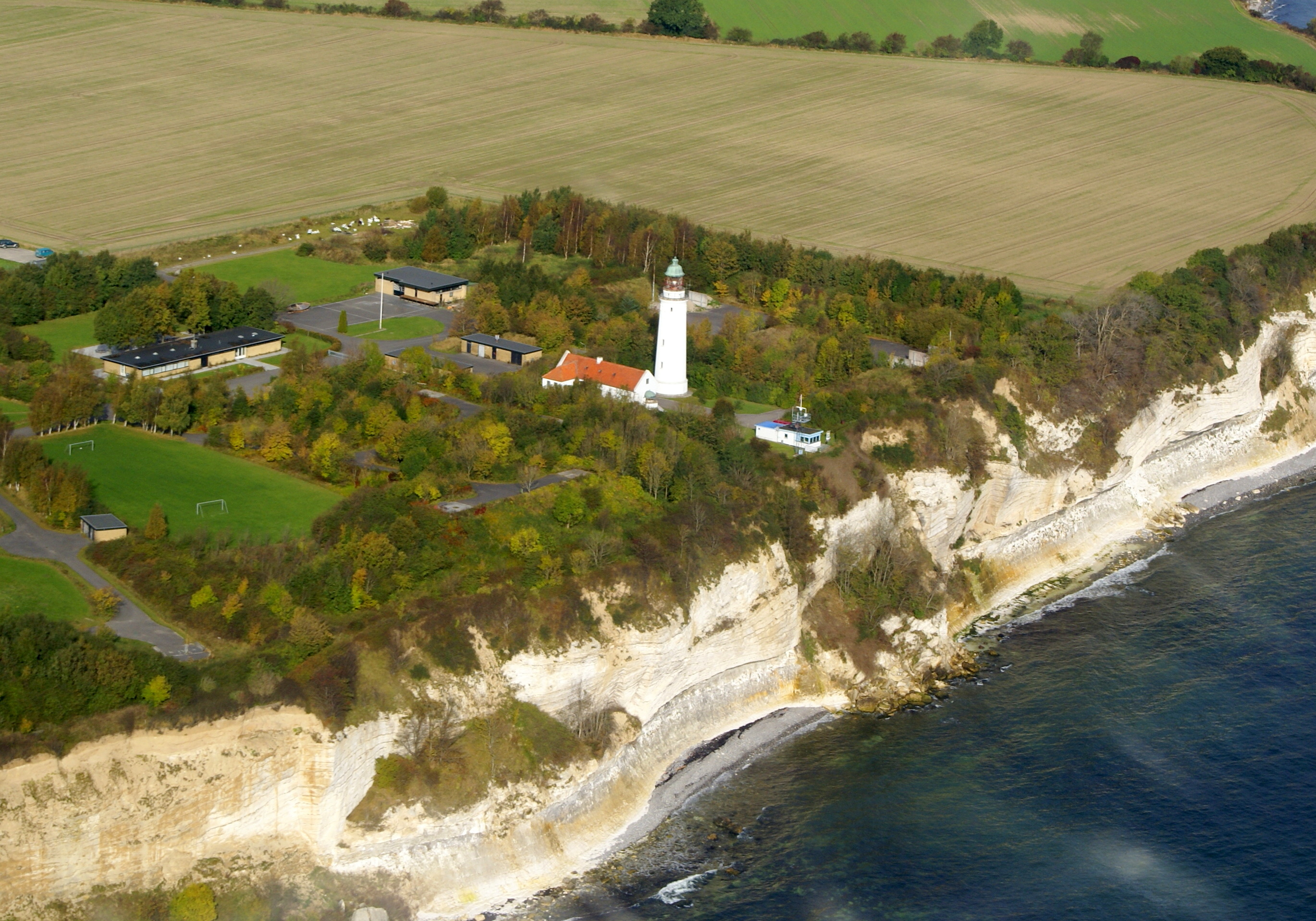
Фото Стевнс-Клінт з повітря з видом на маяк
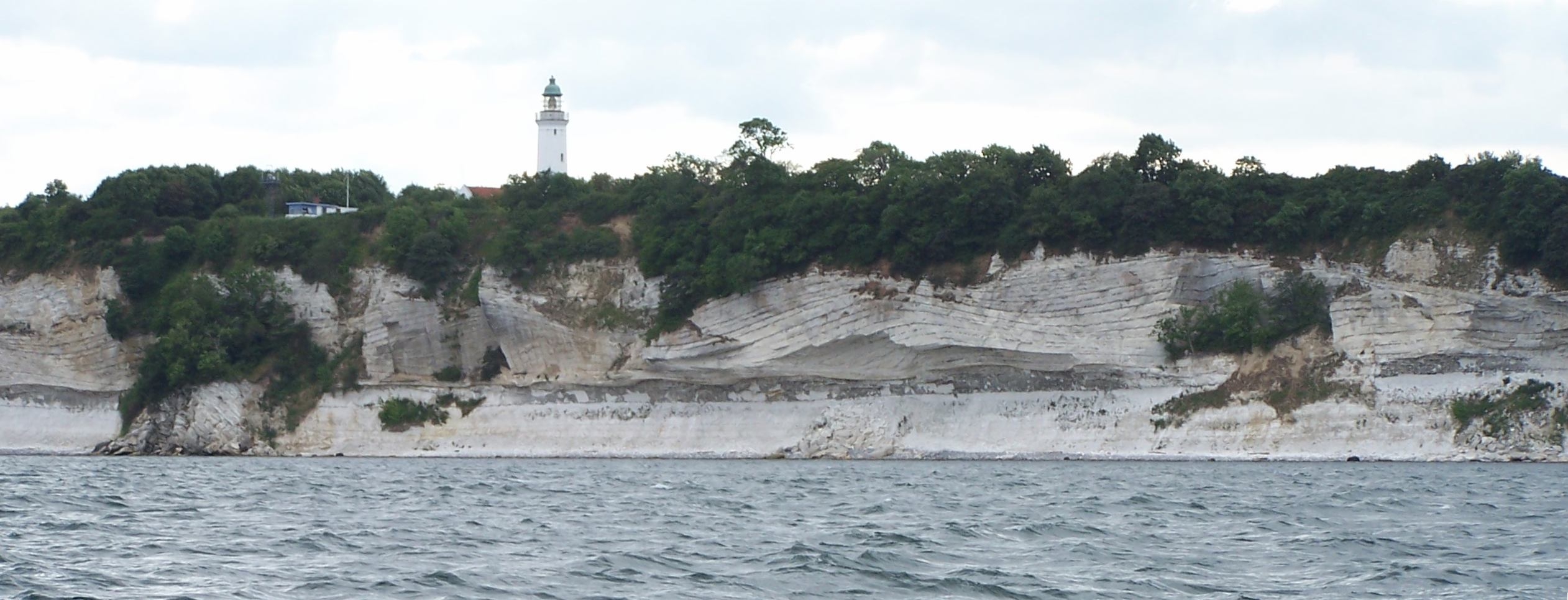
Вид на Стевнс-Клінт з маяком з моря
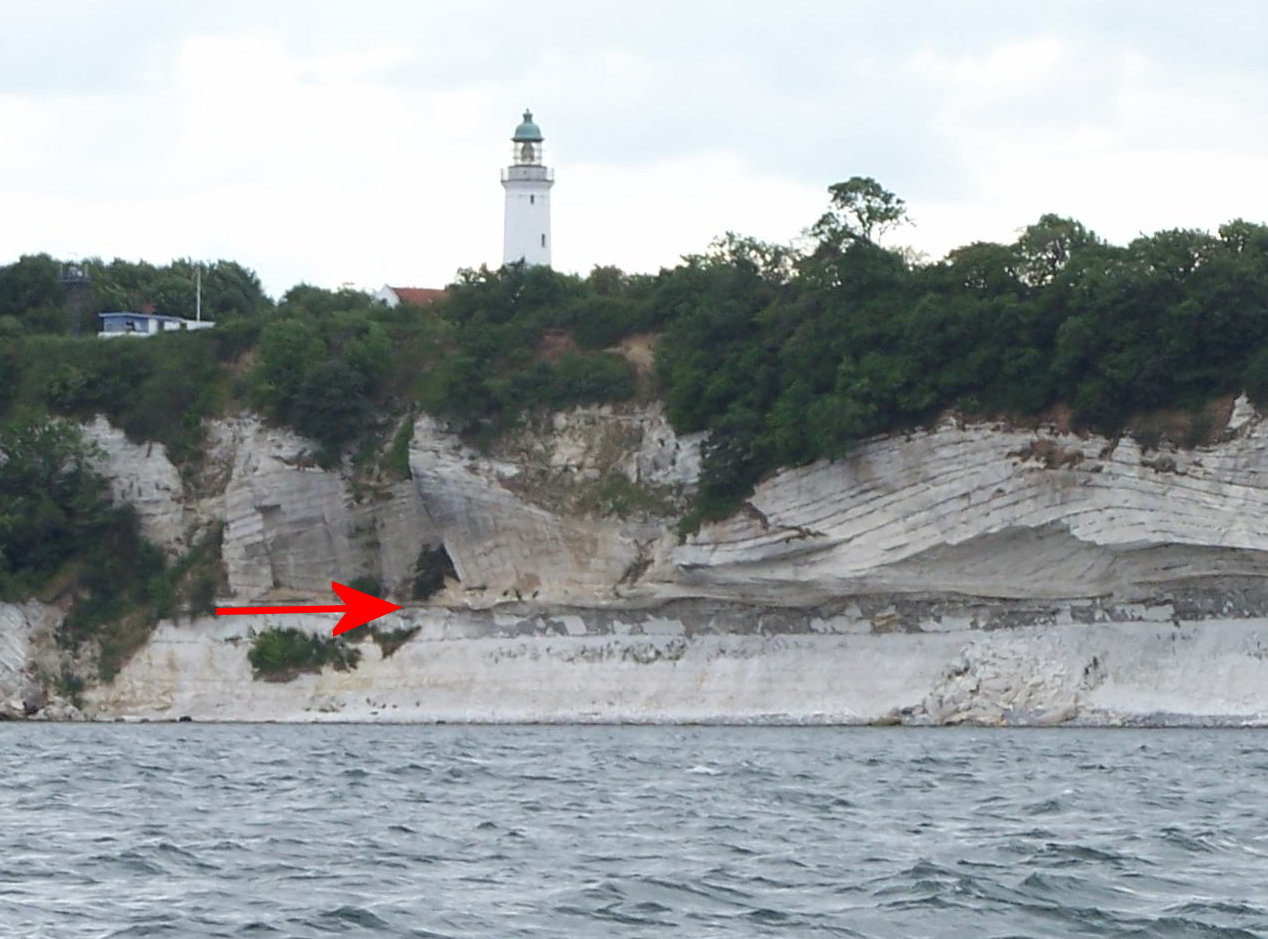
Прошарок чорного попелу в покладах крейди — межа між мезозойською і кайнозойською ерами (червона стрілка)
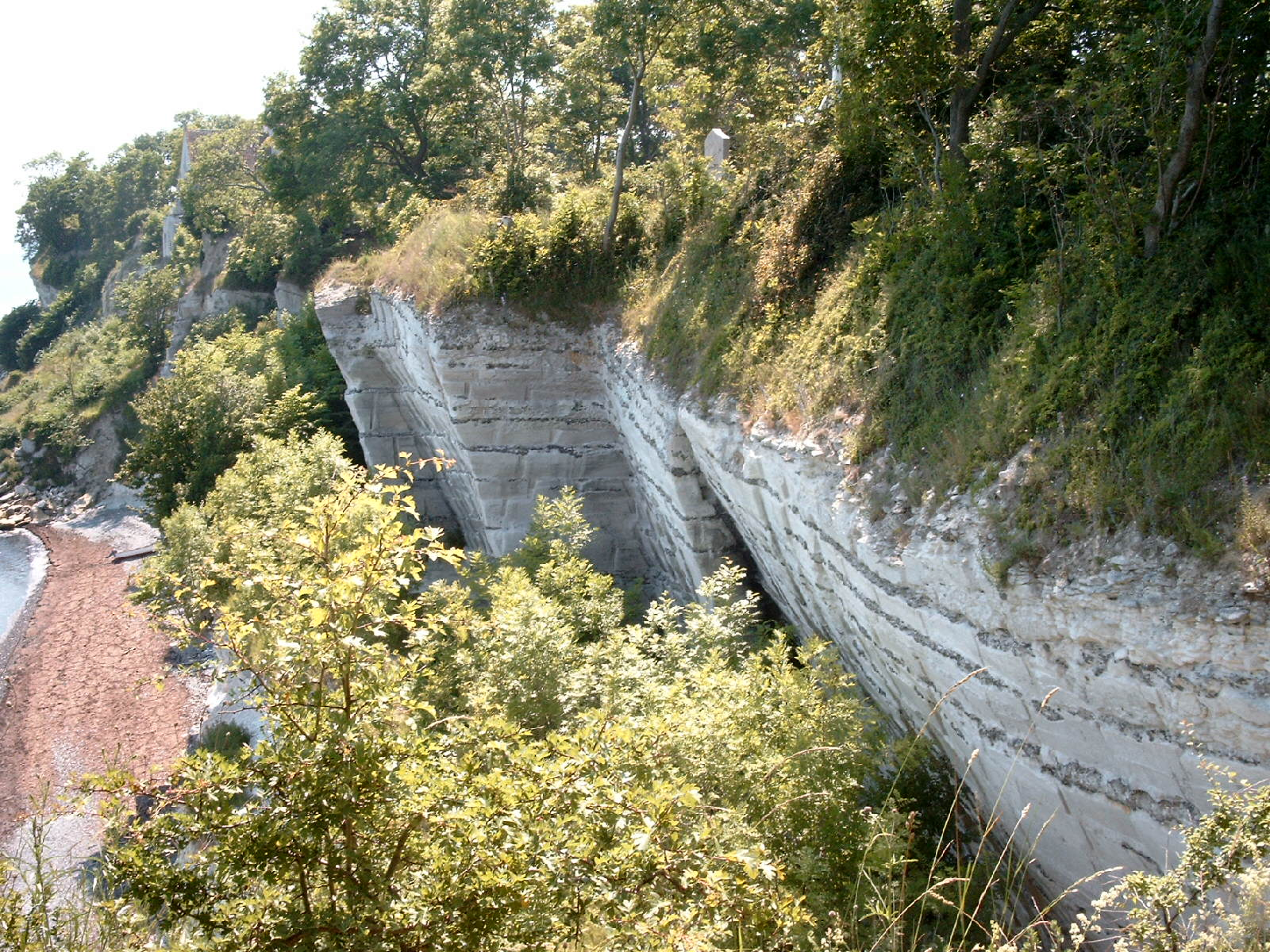
Частина Стевнс-Клінт поруч зі старою церквою Хоєруп. На схилі видно сліди кар'єру